# Pour une intervention communiste
Pour une intervention communiste est un groupe communiste se rattachant au communisme de conseils et ayant existé de 1973 à 1982. 
Ses positions sont globalement celles de la gauche communiste allemande (Parti communiste ouvrier d'Allemagne), et son analyse de la société capitaliste se rattache à celle de Rosa Luxemburg. Son attachement aux analyses de Rosa Luxemburg le conduira à s'impliquer dans les Éditions Spartacus éditées par René Lefeuvre.

## Description
Ce groupe se caractérise par un rejet sans faille de la social-démocratie et du léninisme. Ce groupe se réclame d'une action cohérente et organisée sur la base de positions définies dans une plate-forme politique. Contrairement à d'autres groupes d'ultragauche qui rejettent le militantisme, il met en avant le concept d'engagement militant. Le concept d’« organisation des révolutionnaires » est un des points qui fut les plus évolutifs dans le PIC, entraînant des remises en cause successives de ses positions initiales. Le livre publié ultérieurement par des ex-militants du PIC sous le pseudonyme Collectif Junius, nommé « Au-delà du parti » (Cahier Spartacus, 116B) donne une image de ces positions. La critique du groupe au concept de parti s'appliquera ainsi progressivement non seulement au léninisme, mais également à certaines positions de Marx :
« La critique du concept de Parti, y comprise par les conseillistes et par les diverses variantes de modernistes (situationnistes, associationnistes, autonomes de tous poils...), évite de situer clairement les origines du caractère erroné de ce concept dans les thèses de Marx lui-même. Pire, elle croit pouvoir opposer la théorie du Parti Prolétarien chez celui-ci à toutes celles qui, à partir de la Social-Démocratie et du léninisme, ont assimilé le Parti à la représentation du prolétariat, à l'incarnation de la conscience de classe, à la garantie de sa réalisation du communisme compris comme un Programme Historique et donc, lorsqu'il a conquis le pouvoir politique, à un État transitoire chargé d'assurer les conditions de cette réalisation (Dictature du Parti) ! »
À sa constitution en 1973 le groupe ne se réclame pas d'une filiation avec des groupes particuliers d'avant 1968. Il est d'ailleurs uniquement constitué de jeunes militants. Par la suite, au travers des échanges entre le PIC et Henry Chazé et des informations apportées par celui-ci, le groupe s'intéressera plus spécifiquement aux organisations que celui-ci avait animées, comme l'Union communiste.

## Histoire
Le noyau à l’origine du PIC s’est constitué fin 1973 à partir de militants ayant, à différentes périodes, fréquenté ou participé au groupe Révolution internationale. La rupture avec celui-ci s’était effectué dans des conditions différentes selon les individus, mais dans lesquelles la nature profondément léniniste du groupe - beaucoup plus perceptible de l’intérieur que de l’extérieur - tenait une part importante. Cherchant un nom de publication, un de ces militants proposa de reprendre le titre La Jeune Taupe, ou plus précisément Jeune Taupe, précédemment employé comme titre d’une tentative d’historique de l’ultragauche en France publiée dans le bulletin Pour le pouvoir international des conseils ouvriers. Le premier numéro de Jeune Taupe paraît en février 1974. Il contient la première version de la plate-forme du groupe (qui sera régulièrement amendée), ainsi que des articles sur l'impérialisme russe en Amérique du Sud, une analyse des réactions à la probable condamnation à mort de Puig Antich et d'autres révolution du groupe barcelonais MIL (Movimiento Ibérico de Liberación), un article sur la fin du mouvement social chez Lip, une analyse de la crise capitaliste, ainsi qu'une critique du film de Marco Ferreri Touche pas à la femme blanche. 
L'analyse des réactions autour du Movimiente Iberico de Liberacion (MIL) est l'occasion pour se démarquer d'autres groupes d'ultra-gauche, en particulier le groupe « Révolution internationale » qualifié de « secte élitiste » et le « Mouvement communiste » pour « la mise en place d'un comité large et ouvert pour toucher l'opinion avec la potiche de service Vidal-Naquet, jusqu'à la fusion avec le comité de soutien organisé par l'O.R.A. ». Sur cette même question, le PIC sort son premier tract reproduisant et soutenant les positions politiques du MIL.
Peu de temps après sa constitution, le groupe entre en contact avec Grandizo Munis et son groupe F.O.R. Ce contact s’avère décevant, Munis ne souhaitant pas débattre de ses positions mais simplement trouver un relais francophone à ses propres thèses. Finalement les trois « jeunes » du F.O.R. (les autres étant des « anciens », rescapés de la guerre d’Espagne) rejoignent le PIC. Il le font à la fois à cause de l’attitude de Munis et de leur accord avec les positions prises par la PIC à propos du M.I.L. et de Puig Antich. À ce stade, le noyau initial du groupe est constitué. 
Le 22 juin 74, le PIC est à l'origine d'une rencontre qui réunit à Paris des groupes et individus de Paris, Dijon, Tours, Roubaix et Beauvais. Cette rencontre vise à engager un débat entre des participants qui à de rares exceptions n'avaient pas eu de contacts préalables et connaissaient mal leurs positions relatives. Les militants de Beauvais proposent une participation au bulletin de discussion Rupture que vont éditer l'Organisation communiste libertaire et les scissionnistes de l'Organisation révolutionnaire anarchiste (ORA). Les autres participants jugent cette participation prématurée, mais il est décidé de continuer la discussion par des réunions et des discussions par courrier.
À la suite des mouvements de grèves qui suivent la prise du pouvoir par une fraction « progressiste » de l'armée au Portugal, le PIC diffuse le 4 octobre une « Circulaire-Appel à tous les groupes, organisations, éléments du courant communiste ». Il appelle à la constitution d'un « Comité communiste » dont les modalités d'action et d'organisation restant à définir, dans la perspective d'une campagne révolutionnaire incluant tracts, affiches, réunions publiques... À la suite de cet appel, une réunion se tient le 19 octobre à Paris, réunissant un faible nombre de participants : des représentants du groupe Révolution Internationale, des ex-ORA de Vitry, de Beauvais, et des individus d'origine espagnole et portugaise. Révolution Internationale rejette les propositions du PIC, tandis que les militants de Vitry et Beauvais ne veulent pas s'engager pour différentes raisons. Finalement, le PIC se retrouve seul avec quelques individus et se lance seul dans la campagne révolutionnaire qu'il préconisait sur le thème : Chili Hier, Portugal aujourd'hui, toute l'Europe demain, la carte de gauche du capital pour mystifier la classe ouvrière. Ceci correspond à la mise en place d'une pratique qui sera constante durant l'existence du groupe. Jeune Taupe no 7 (octobre 75) définit une campagne révolutionnaire comme, « à propos d'une situation concrète, la systématisation à grande échelle et pendant un certain temps de l'information faite habituellement dans la classe ouvrière par tracts, ventes d'une revue ou d'un journal... ».
Les 26-27 juin 1976 se tient une réunion regroupant les membres de l’organisation et quelques éléments de Paris et de province proches de leurs positions politiques. Le PIC tire un bilan négatif des contacts internationaux recherchés depuis un an (à part quelques contacts intéressants au Portugal et en Italie). Il réaffirme par ailleurs sa perspective d’aide au dégagement de noyaux ouvriers communistes. À la fin de cette même année, le PIC engage une campagne sur le thème « Lutter contre le chômage ou contre le capital ? », qui débute par la publication d'un long texte théorique dans JT no 12 (nov. 76). En quatrième de couverture du même numéro sont reproduits des extraits de textes écrits par un groupe de travailleurs de la Société Générale, initialement constitué sous le nom Autonomie Ouvrière en tant que fraction à l'intérieur de la section CFDT de la SG. Après sa sortie de la CFDT, ce groupe se constitue en tant que "Groupe de travailleurs pour l'abolition de salariat". Pour le PIC, cette émergence confirme les capacités d'auto-organisation des travailleurs révolutionnaires et la nécessité de leur intervention régulière sur les lieux de travail (voir Autonomie ouvrière).
Dans les numéros suivants, Jeune Taupe publiera des textes :
- d'ouvriers de la General Motors de Strasbourg, tirant le bilan d'une grève dans cette usine en particulier sur le rôle des syndicats (JT 13) ;
- du Groupe Ouvrier Autonome Peugeot Sochaux (JT 14, 15, 28-30, 32, 33) ;
- du Groupe Autonome Ouvrier Inter-entreprises de Clermont-Ferrand, en particulier une Plate-forme minimum pour l'autonomie ouvrière (JT 15, JT 18) ;
- du Groupe inter-Archives des PTT (Paris), groupe par ailleurs proche de l'Organisation communiste libertaire (OCL) (JT 15) ;
- d'un groupe d'ouvriers de Thecla-delle (Territoire de Belfort) (JT 16) ;
- du Groupe de travailleurs communistes des banques (JT 16) ;
- d'un groupe de travailleurs d'Ericsson (matériel téléphonique) signant Groupes Ouvriers Autonomes (JT 27, 30).

Par ailleurs, le PIC sera amené à préciser en détail ses propres positions et perspectives par rapport à cette question dans le texte Mise au point sur l'autonomie ouvrière publié dans JT 17 (oct/nov 77). Il se démarque dans ce textes d'autres groupes ultra-gauche tant constructeurs de parti qu' autonomes. 
La distance prise par le PIC par rapport aux autonomes, se concrétisera également sur un autre terrain: celui du terrorisme. Alors que les autonomes seront souvent complaisants (sinon plus) vis-a-vis de groupes comme la bande à Baader (R.A.F.) le PIC condamnera leur action dans l'éditorial de JT 18 : Terreur d'État - Terrorisme de la R.A.F.: un duel capitaliste. Ce texte conclut « Dans la situation présente, le fétichisme de la violence à propos du terrorisme de la R.A.F. ne sert qu'à dissimuler ce qui est en fait un combat entre deux expressions du Capital, - combat inégal il est vrai mais dont il convient de dénoncer les protagonistes ».
Au-delà de l'ultra-gauche proprement dite le PIC ne rejette pas par principe les contacts et confrontations avec des groupes de la mouvance anarchiste. En octobre 1979 il participe sur l'invitation du groupe parisien de l'Organisation communiste libertaire (OCL) à un meeting débat avec des militants chinois de la revue Minus 5, suivi de réunions visant à une action de solidarité envers des militants emprisonnés en Chine à l'occasion de la venue en France de Hua Guofeng. Face au sabotage de ces réunions par la Fédération anarchiste (FA) et l'UTCL, et à l'absence des groupes ultra-gauche invités, un tract est édité et diffusé en commun par l'OCL, le PIC, et des communistes libertaires chinois résidant en France : De Mao à Hua Guofeng : 30 ans d'exploitation capitaliste en France. Quelques mois plus tard, le PIC participera également à un tract commun où se retrouvent plusieurs groupes ultra-gauche, ainsi qu'un groupe de l'OCL et un groupe de la FA (Nanterre).
Il en est de même au niveau international où le PIC débat (en 1980) avec le groupe/revue TORIGMA (groupe d'anarchistes résidant à Manchester avec des contacts sur Leeds).
En 1979, le PIC est contacté comme d'autres groupes ultra-gauche par Pierre Guillaume qui vient de ressusciter La Vieille Taupe sous forme d'une maison d'édition. Dans le no 27 de JT, il souligne l'intérêt de la re-publication par La VT du livre de Paul Rassinier Le Mensonge d'Ulysse, tout en critiquant l'absence de critiques par rapport aux faiblesses de l'ouvrage (la tendance à tirer des généralités à partir de l'étude d'erreurs de détails...). Il revient sur ce sujet dans JT no 29, en approuvant la prise de position de la Guerre Sociale prenant « quelques distances autant par rapport à la méthode de critique historique de Rassinier que vis-à-vis de celle de Robert Faurisson » pour « mettre en évidence le fonctionnement idéologique du système capitaliste" ». 
En octobre 1980 le PIC participe à la rédaction et à la diffusion du tract thionniste et donc négationniste Notre royaume est une prison. Ce sujet ne deviendra pas pour autant central pour le PIC, comme en témoigne le fait que les thèmes d'intervention du groupe (comme en témoignent par exemple les tracts rédigés par celui-ci) ne varient pas par rapport à la période précédente. Cependant la ressemblance fortuite des sigles (entre Jeune et Vieille Taupe) permettra par la suite une série d’amalgames de plus ou moins bonne foi (orchestrés selon le PIC en particulier par les groupes gauchistes léninistes qui avaient depuis longtemps le PIC dans le collimateur). En fait, l' affaire qui occupera surtout le PIC en 1980-81 sera celle de sa crise interne.
Au début des années 1980, le PIC connait une crise interne qui conduira à sa disparition. Le groupe se réunit les 4 et 5 octobre 1980 pour en débattre (cf. JT no 35). Deux tendances apparaissent alors dans le groupe : 
- une première tendance, composée de quatre militants, parle d’accélération généralisée de la crise du capital et du développement de la lutte de classe et estime que « vu la gravité des circonstances, le PIC avait été en deçà de ce qu’il aurait pu accomplir aussi bien au niveau de l’analyse de la période que de son activité ». Pour remédier à ces carences, cette tendance propose un certain nombre de tâches pratiques en vue d’accentuer l’intervention du PIC (un texte précise ce que peuvent être ces tâches : parution bimensuelle de Jeune Taupe à 1 000 exemplaires et dans les trois mois parution mensuelle...);
- une deuxième tendance, composé de fait du reste du groupe, pense que tous ces projets reflètent une fuite en avant qui n’aiderait en rien à résoudre une situation difficile et qui présente le danger de diluer les faibles forces du groupe dans un activisme forcené. Le moment était venu de reconsidérer l’activité du PIC en fonction de ses possibilités réelles et non de se lancer à corps perdu dans les éternels coups de bluff que le groupe semblait avoir mis en place de façon périodique depuis sa création.

Lors de la réunion nationale du groupe, les 16 et 17 mai 1981, les divergences se confirment et la tendance « volontariste » met ses positions et propositions aux votes. Celles-ci s’avérant minoritaires, ses quatre membres quittent le groupe (pour constituer le groupe Volonté communiste, dont l’organe était Révolution sociale). Numériquement, ces départs sont compensés par de nouvelles adhésions (particulièrement le groupe de Nanterre de la Fédération Anarchiste, qui comprenait alors deux personnes). Le PIC et la publication de Jeune Taupe se poursuivront, sans changement de périodicité jusqu’au no 88. À ce stade, il s'avère qu’entre les membres du PIC d'avant la scission et ceux qui venaient de la F.A., il n’y avait pas vraiment concordance de vue, ni désir de continuer ensemble. Considérant que le fait de se lancer dans cette dernière étape du PIC/Jeune Taupe découlait d'une décision commune, il était décidé unanimement que groupe et publication disparaissant de fait. Chacun de son côté faisait ce qu’il avait envie de faire… sans revendiquer l’héritage : les ex-FA au travers du bulletin Guerre de Classe, et les ex-majorité du PIC avec le groupe/publication L'Insécurité sociale.

## Relations internationales
Durant son existence le groupe tentera d'activer les relations et le débat entre groupes de différents pays, en se déplaçant pour rencontrer ces groupes, en publiant des textes de certains d'entre eux, ou en organisant -non sans difficultés- des rencontres en France. On peut citer :
- la participation les 20-21 août 1977, à Valence (Espagne) à une réunion avec Accion Proletaria (section espagnole du Courant communiste international) et le Movimiento de Liberacion Comunista.
- la tentative d'organisation de rencontres internationales et l'initiative de la publication d'un Bulletin de Discussions Internationales dont le premier numéro paraît en juillet 1979 (octobre pour l'édition en anglais publiée par Kronstadt Kids). Les principaux autres contributeurs à ce numéro sont le Colectivo per la Autonomia Obrera de Madrid, Collegamenti (Italie) et Kronstadt Kids (GB). À partir du no 2 (mars-avril 1980) s'y ajoutent le Collectif Subversief (Amsterdam) et un groupe résidant en Grande-Bretagne qui publie la revue en grec Torigma.

Globalement, la tenue de rencontre internationales s'avérera difficile, entre autres pour des raisons matérielles. Ainsi, à une rencontre organisée à Bordeaux les 17/18 mars 1979 seuls le PIC et le Colectivo per la Autonomia Obrera seront présents (les autres groupes se contentant de contributions écrites). Une reprise de l'activité internationale semble pourtant se manifester au début des années 1980, avec la tenue de deux journées de discussion à Paris les 25-26 octobre 1980, où se retrouvent en plus de huit groupes français et d'éléments inorganisés des membres de Kronstadt Kids/Authority (GB) et Subversief (Pays-Bas). Ces journées décident de l'organisation d'une conférence internationale sur la base de l'autonomie prolétarienne à Londres.

## Participation auxÉditions Spartacus
Le soutien du PIC aux Éditions Spartacus et à son éditeur René Lefeuvre prendra plusieurs formes :
- Rédaction de Cahiers Spartacus
  - Collectivement: Moyen-Orient un abcès de fixation (Cahiers A45); Les racines d'octobre (Cahiers A50). Ces cahiers parus parallèlement sous deux couvertures (Supplément à Jeune Taupe et Cahiers Spartacus). Au-delà du parti (Cahiers B 116, publié par d'anciens membres du groupe qui publiaient alors le journal Révolution Sociale).
  - Individuellement : Traité de Brest-Litovsk 1918, coup d'arrêt à la révolution (Cahiers B77); Rosa Luxemburg et sa doctrine (Cahiers B80, pour une partie des textes).
- Participation de plusieurs membres du groupe au collectif organisé par R. Lefeuvre autour des Cahiers pour soutenir leur édition et leur diffusion
  - Contribution à la revue Spartacus éditée par René Lefeuvre à partir de décembre 1976.

Exemples de contributions au numéro 1 (déc. 76) : La dictature du prolétariat: un prolongement des luttes révolutionnaires ; 
Les fractions révolutionnaires dans la 1re Internationale : historique et actualité du problème.
- Diffusion militante des Cahiers